# 対角射
対角射 (英: diagonal morphism)とは圏論の概念で、集合の圏における対角写像{\displaystyle a\in A\to (a,a)\in A\times A}を一般の圏に拡張した概念である。
本項では対角射と関係がある対角関手（英: diagonal functor）についても述べる。

## 対角射
積 {\displaystyle a\times a} が存在する任意の圏 {\displaystyle {\mathcal {C}}} の任意の対象 {\displaystyle a} に対して、
{\displaystyle \pi _{k}\circ \delta _{a}=id_{a}} for {\displaystyle k\in \{1,2\}}
を満たす対角射 (diagonal morphism)
{\displaystyle \delta _{a}:a\rightarrow a\times a}
が存在する。ただし {\displaystyle \pi _{k}} は {\displaystyle k} 次成分への自然な射影射である。この射の存在は（同型を除いて）積を特徴づける普遍性の結果である。ここでの二項の積への制限は表記の簡単さのためである。対角射は同様に任意の積に対して存在する。集合の圏の対角射の像は、カルテジアン積の部分集合として、定義域上の関係、すなわち等式である。
具体圏に対して、対角射は対象 {\displaystyle a} の元 {\displaystyle x} 上のその作用によって単純に記述することができる。すなわち、{\displaystyle \delta _{a}(x)=\langle x,x\rangle }、{\displaystyle x} から形成される順序対。名前の理由はそのような対角射の像は（それが意味をなすときにはいつでも）対角線であるということである。例えば実数直線上の対角射 {\displaystyle \mathbb {R} \rightarrow \mathbb {R} ^{2}} の像は方程式 {\displaystyle y=x} のグラフである直線によって与えられる。無限積 {\displaystyle X^{\infty }} の中への対角射は {\displaystyle X} に値を持つ数列空間の中への単射を提供するだろう。各元はその元での定値列に写す。しかしながら、列空間の大抵の概念は対角写像の像が満たさない収束の制限をもつ。

## 対角関手
特に、小さい圏の圏は積をもち、したがって {\displaystyle \Delta (a)=\langle a,a\rangle } によって与えられる対角関手 (diagonal functor)  {\displaystyle {\mathcal {C}}\rightarrow {\mathcal {C}}\times {\mathcal {C}}} があり、これは対象と射を写す。関手は圏 {\displaystyle {\mathcal {C}}} の中で (within) 対象の積の簡明な別の記述を与えるために雇うことができる： 積 {\displaystyle a\times b} は {\displaystyle \Delta } から {\displaystyle \langle a,b\rangle } への普遍矢である。矢は射影写像からなる。
より一般に、任意の関手圏 {\displaystyle {\mathcal {C}}^{\mathcal {J}}} において（ここで {\displaystyle {\mathcal {J}}} は小さい添え字圏として考えられるべきである）、{\displaystyle {\mathcal {C}}} の各対象 {\displaystyle a} に対して、固定された対象 {\displaystyle a} をもつ定数関手が存在する： {\displaystyle \Delta (a)\in {\mathcal {C}}^{\mathcal {J}}}。対角関手 {\displaystyle \Delta :{\mathcal {C}}\rightarrow {\mathcal {C}}^{\mathcal {J}}} は {\displaystyle {\mathcal {C}}} の各対象に関手 {\displaystyle \Delta (a)} を割り当て、{\displaystyle {\mathcal {C}}} の各射 {\displaystyle f:a\rightarrow b} に明らかな自然変換 {\displaystyle \eta } in {\displaystyle {\mathcal {C}}^{\mathcal {J}}}（{\displaystyle \eta _{j}=f} によって与えられる）を割り当てる。{\displaystyle {\mathcal {J}}} が 2 つの対象を持つ離散圏である場合には、対角関手 {\displaystyle {\mathcal {C}}\rightarrow {\mathcal {C}}\times {\mathcal {C}}} がリカバーされる。
対角関手は関手の極限と余極限を定義する方法を提供する。任意の関手 {\displaystyle {\mathcal {F}}:{\mathcal {J}}\rightarrow {\mathcal {C}}} の極限は {\displaystyle \Delta } から {\displaystyle {\mathcal {F}}} への普遍矢であり、余極限は普遍矢 {\displaystyle F\rightarrow \Delta } である。{\displaystyle {\mathcal {J}}} から {\displaystyle {\mathcal {C}}} へのすべての関手が極限をもてば（{\displaystyle {\mathcal {C}}} が完備であればこの場合である）、極限を取る操作はそれ自身 {\displaystyle {\mathcal {C}}^{\mathcal {J}}} から {\displaystyle {\mathcal {C}}} への関手である。極限関手は対角関手の右随伴である。同様に、（圏が余完備であれば存在する）余極限関手は対角関手の左随伴である。例えば、上で記述された対角関手 {\displaystyle {\mathcal {C}}\rightarrow {\mathcal {C}}\times {\mathcal {C}}} は二項の積の関手の左随伴と二項の余積の関手の右随伴である。